# Stuck in the Sound

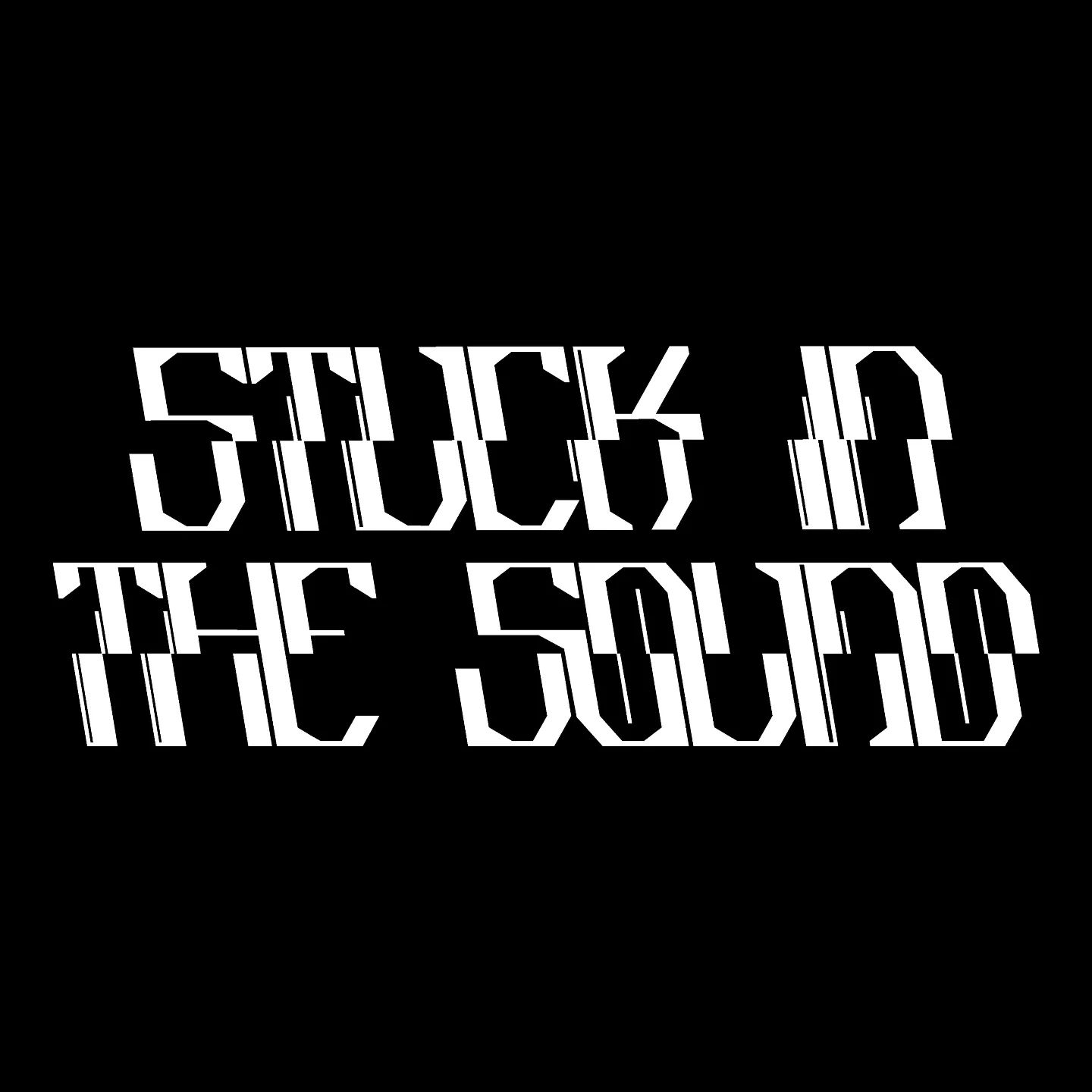
Logo da banda desde a sua reunião em 2023

Stuck in the Sound é uma banda francesa de indie rock formada em Paris em 2001. A formação atual da banda é composta por José Pedro Reis Fontão, Emmanuel Barichasse, François Ernie e Romain Della Valle. O grupo está atualmente contratado pela Discograph Records e lançou até agora seis álbuns de estúdio; o seu primeiro álbum comercialmente lançado, Stuck In The Sound, foi lançado em 2004, e o mais recente, 16 Dreams a Minute, foi lançado em 2024. Em junho de 2023, a banda decidiu despedir Arno Bordas, o baixista fundador, devido a divergências artísticas e de relacionamento.

## História
Stuck in the Sound foi formado em Paris em 2001. Os quatro membros do grupo compartilhavam um amor pela banda Nirvana e pelo seu vocalista Kurt Cobain. O nome "Stuck in the Sound" veio do fato de que, quando a banda começou, eles se trancavam num porão e faziam música, ficando literalmente "presos no som". O grupo lançou o seu álbum de estreia homônimo em 1.º de outubro de 2004, em CD produzido pela própria gravadora da banda, Stuck Records. Algum tempo depois, a banda foi contratada pela editora francesa Discograph. Em 6 de setembro de 2006, o grupo lançou o seu primeiro EP, o Toy Boy EP, que continha quatro faixas, três delas do seu segundo álbum.

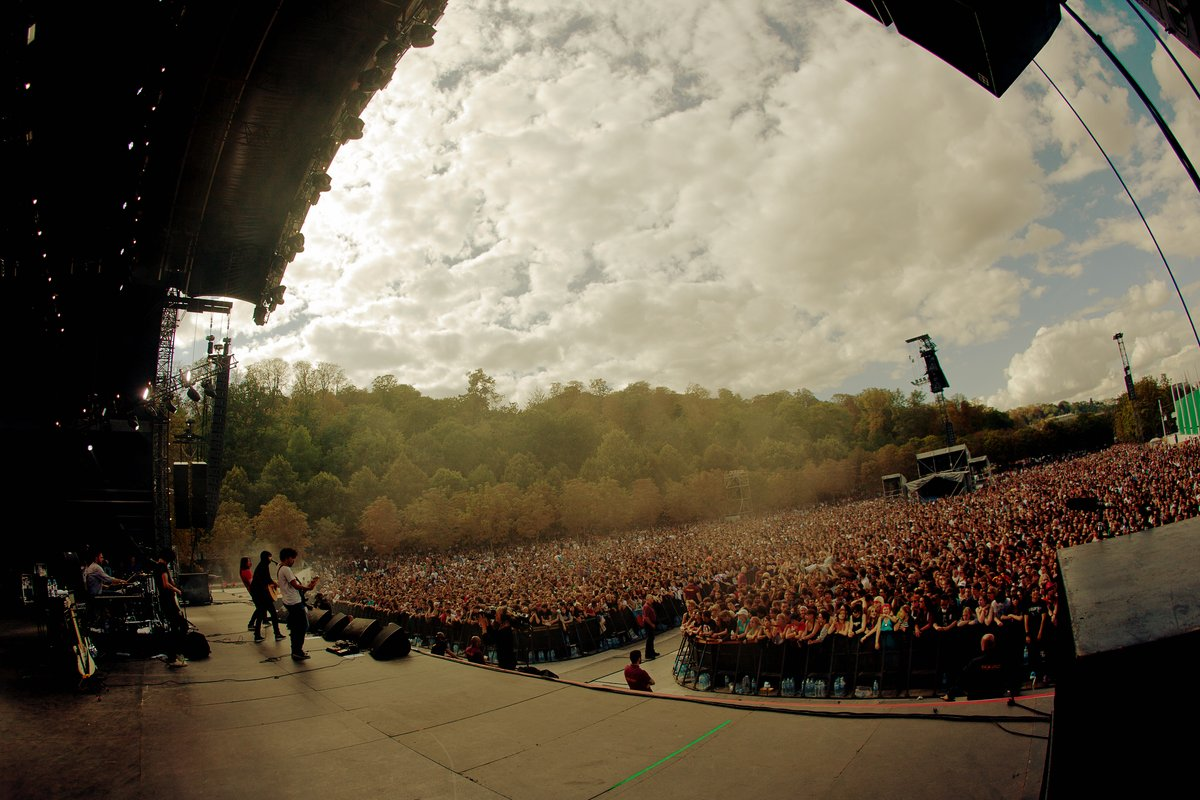
Stuck In The Sound se apresentando no Rock En Seine Festival em 2012

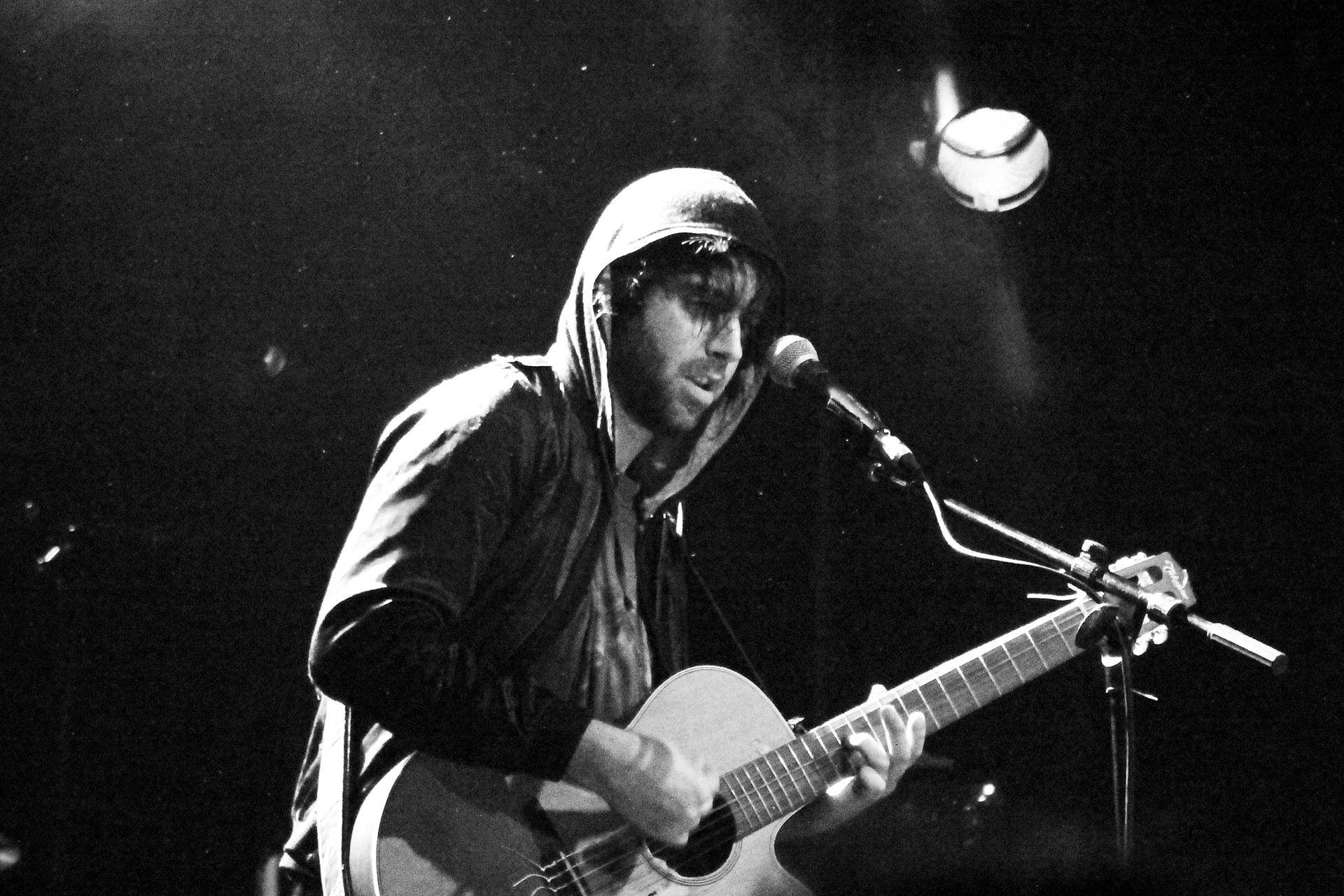
Stuck In The Sound se apresentando em 2012

Dois meses após o lançamento do EP, o seu segundo álbum de estúdio, embora o primeiro lançado comercialmente, Nevermind the Living Dead, foi lançado em formato digital, CD e LP na França e apenas em formato digital em vários outros países. Apesar de o álbum não ter conseguido entrar em nenhuma tabela nacional, várias faixas de Nevermind the Living Dead foram incluídas em diversos álbuns de compilações; "Never On the Radio" apareceu na compilação Les Inrockuptibles Made In France e "Toy Boy" foi incluída na coleção L'Alternative Rock da EMI França. Em 2008, a canção "Toy Boy" foi incluída na banda sonora do jogo Guitar Hero: World Tour.
Durante o mesmo ano, a banda começou a gravar o seu terceiro álbum de estúdio. Lançaram o single "Ouais" em 1.º de dezembro de 2008 para antecipar o álbum e, em 26 de janeiro de 2009, Shoegazing Kids foi lançado com um sucesso comercial moderado, alcançando a posição máxima de número 69 na parada de álbuns francesa e permanecendo no Top 200 durante um total de seis semanas. Na França, o álbum vendeu mais de 10.000 cópias. "Shoot Shoot", o segundo single de Shoegazing Kids, foi lançado em 29 de junho de 2009. Este single ajudou a estabelecer a reputação da banda e preparou o caminho para uma grande turnê mundial (França, Suíça, Bélgica, Alemanha, Áustria).
Com o álbum Pursuit, a banda introduziu um tipo de rock menos cru, com composições mais bem-arranjadas e mais diversificadas. "Survivor" e a música de Stuck in the Sound assumiram plenamente o manto do pop, oferecendo um álbum bem polido.
O seu último álbum, Billy Believe, foi lançado em março de 2019, e o vídeo de "Alright" tem mais de 4 milhões de visualizações no YouTube.
Em junho de 2021, o cantor José Pedro Fontão lançou o seu primeiro álbum a solo, Primeiro Disco. O fracasso comercial total deste LP levou a banda a regressar ao estúdio para gravar um novo álbum e adotar uma nova direção artística.
Em junho de 2023, os quatro membros restantes decidiram dispensar o fundador da banda, Arno Bordas, após trabalharem juntos durante 22 anos. Bordas foi baixista, engenheiro de som e mixador não creditado. Ele construiu dois estúdios de gravação e, desde 2001, foi um dos membros mais ativos da banda.

## Discografia

### Álbuns de estúdio
- Stuck in the Sound (2004)
- Nevermind the Living Dead (2006)
- Shoegazing Kids (2009)[12]
- Pursuit (2012)[13]
- Survivor (2016)[14]
- Billy Believe (2019)[15]
- 16 Dreams a Minute (2024)[16]

### EPs
- Toy Boy (2006)